# گاه‌شمار لگاریتمی جزیی
دانش مربوط به موقعیت زمین در جهان حاصل ۴۰۰ سال مشاهدات تلسکوپی است که با شروع قرن بیستم بسیار توسعه یافت. در آغاز چنین پنداشته می شد که زمین در مرکز جهان است و جهان تنها شامل سیاراتی می شد که با چشم غیر مسلح قابل رویت بودندو یک کره بیرونی از ستارگان ثابت.
پس از پذیرش مدل خورشیدمرکزی در قرن هفدهم، مشاهدات ویلیام هرشل و دیگران نشان داد که خورشید در یک کهکشان دیسک مانند از ستارگان قرار دارد.
در قرن بیستم مشاهدات سحابی مارپیچی نشان داد که کهکشان راه شیری یکی از میلیاردها کهکشانی است که در یک جهان در حال انبساط به شکل خوشه‌ها و ابرخوشه‌ها در کنار هم گروه‌بندی شده‌اند. در اواخر قرن بیستم، ساختار کلی جهان قابل مشاهده واضح‌تر می‌شد و مشخص شد که ابرخوشه‌ها در کنار هم تشکیل شبکه عظیمی از رشته‌کهکشانها و فضاهای پوچ می دهند. ابرخوشه‌ها، رشته کهکشان‌ها و فضاهای پوچ بزرگترین ساختارهای پیوسته قابل مشاهده در جهان هستند.
در مقیاس‌هاس بزرگتر (بیش از ۱۰۰۰ مگاپارسک) جهان همگن است یعنی همه بخشهای آن به طور متوسط چگالی، ترکیب و ساختار یکسانی دارند.
از آنجا که می‌دانیم جهان هیچ مرکز یا لبه‌ای ندارد هیچ نقطعه مرجع مشخصی برای ترسیم موقعیت کلی زمین وجود ندارد. از آنجا که تعریف جهان قابل مشاهده، ناحیه‌ای از جهان است که توسط ناظر زمینی قابل مشاهده است، دز نتیجه به دلیل ثابت بودن سرعت نور، زمین در مکز جهان قابل مشاهده زمین است. می‌توان ارجاعاتی به موقعیت زمین نسبت به ساختارهای مشخصی که در مقیاس‌های مختلف وجود دارند، بدهیم. هنوز مشخص نشده است که کل جهان متناهی یا نامتناهی است. فرضیه‌هیا متعددی نیز مطرح شده‌است که جهان شناخته‌شده را تنها نمونه ای از یک چندجهانی بزرگتر می‌دانند؛ هرچند که هیچ شواهد مستقیمی مبنی بر وجود چندجهانی در دست نیست و برخی نیز این فرضیه را ابطال‌ناپذیر خوانده‌اند.

## گذشته

### ۱۴،۰۰۰ تا ۵۵۰۰ میلیون سال پیش
| بازه زمانی، قبل از زمان حال. a=سال | دوره | رویداد، اختراع یا توسعه تاریخی |
| ---------------------------------- | ---- | --- |
| ۱۱Ga-۱۴Ga                          |      | مه‌بانگ. شکل‌گیری کهکشانها. تولد اچ‌دی ۱۴۰۲۸۳، the "ستاره متوشالح", بیش از ۱۴ میلیارد سال قبل. نخستین اختروش‌ها، دوره قابل سکونت خوشه ستاره‌ای ان‌جی‌سی ۶۵۲۲ شکل می‌گیرد. خوشه ستاره‌ای امگا قنطورس تشکیل می‌شود. .                                  |
| ۹Ga-۱۱Ga                           |      | تشکیل سامانه سیاره‌ای گلیز ۵۸۱، بی‌ایکس۴۴۲ (قدیمی‌ترین کهکشان مارپیچی طراحی بزرگ مشاهده‌شده)، خوشه سراسریان‌جی‌سی۲۸۰۸ خوشه سراسری، ستاره سرخ بزرگ مو قیفاووس, و کهکشان زن برزنجیر. ستاره برنارد (نزدیک ستاره کوتوله سرخ) ممکن است تشکیل شده‌باشد. |
| ۷Ga-۹Ga                            |      | یک کهکشان با کهکشان راه شیری برخورد می‌کند و جمعیت ستاره‌ای سوسیس گایا بوجود می‌آید. گلیز ۸۷۶ و سیاراتش شکل می‌گیرند. |
| ۵/۵Ga-۷Ga                          |      | تولد آلفا قنطورس |